# デビン・スメルツァー
デビン・ポール・スメルツァー（Devin Paul Smeltzer, 1995年9月7日 - ）は、アメリカ合衆国ニュージャージー州カムデン郡ブアーヒーズ・タウンシップ出身のプロ野球選手（投手）。左投右打。MLBのデトロイト・タイガース傘下所属。

## 経歴

### プロ入り前
2014年のMLBドラフト33巡目（全体987位）でサンディエゴ・パドレスから指名されたが、契約せずにフロリダ・ガルフ・コースト大学へ進学した。

### プロ入りとドジャース傘下時代
サンジャッキント大学へ転校後、2016年のMLBドラフト5巡目（全体161位）でロサンゼルス・ドジャースから指名され、プロ入り。契約後、傘下のルーキー級アリゾナリーグ・ドジャースでプロデビュー。11試合に登板して0勝2敗、防御率7.59、12奪三振を記録した。
2017年はA級グレートレイクス・ルーンズとA+級ランチョクカモンガ・クエークスでプレーし、26試合（先発25試合）に登板して7勝7敗、防御率4.17、159奪三振を記録した。
2018年は開幕からAA級タルサ・ドリラーズでプレーした。

### ツインズ時代
2018年7月31日にブライアン・ドージャーとのトレードで、ローガン・フォーサイス、ルーク・ラリーと共にミネソタ・ツインズへ移籍した。移籍後は傘下のAA級チャタヌーガ・ルックアウツでプレーし、移籍前を含めた2球団合計で33試合（先発17試合）に登板して5勝5敗4セーブ、防御率4.52、83奪三振を記録した。
2019年は開幕をAA級ペンサコーラ・ブルーワフーズで迎え、AAA級ロチェスター・レッドウイングスを経て5月28日にメジャー契約を結んでアクティブ・ロースター入りした。メジャーデビューとなった同日のミルウォーキー・ブルワーズ戦では先発して6回を無失点の投球を見せた（勝敗付かず）。この年メジャーでは11試合（先発6試合）に登板して2勝2敗1セーブ、防御率3.86、38奪三振を記録した。
2020年は7試合（先発1試合）に登板して2勝0敗、防御率6.75、15奪三振を記録した。
2021年は左肘を痛めたため1試合の登板にとどまった。オフの11月19日にマイナー契約でAAA級セントポール・セインツへ配属された。
2022年の開幕はAAA級セントポールで迎え、5月14日にメジャー契約を結んでアクティブ・ロースター入りした。オフの10月11日にFAとなった。

### マーリンズ時代
2023年1月18日にマイアミ・マーリンズとマイナー契約を結んだ。4月9日にメジャー契約を結び、アクティブロースター入りした。9月8日にエンマヌエル・デヘススを昇格させることに伴ってDFAとなり、レギュラーシーズン終了後の10月15日に一度はFAとなるも、12月2日にマイナー契約を結び直して6日にAAA級ジャクソンビル・ジャンボシュリンプに配属された。この年はメジャーで9試合（うち1試合に先発）に登板するも勝星を挙げられず1敗を喫し、防御率は6.45だった。
2024年はメジャーに昇格する機会が無いままAAA級ジャクソンビルで過ごし、7月10日に自由契約となった。これ以降は、どのチームにも所属しなかった。

### メキシカンリーグ時代
2024年11月19日にメキシカンリーグのドラドス・デ・チワワと契約を結んだ。
2025年、メキシカンリーグの開幕後は13試合に先発して78イニングで4勝4敗、防御率5.17、60奪三振を記録した。

### タイガース傘下時代
2025年7月8日、同日に自由契約となったマニュエル・マーゴットと入れ替わってデトロイト・タイガースとマイナー契約を結び、同日中にAAA級トレド・マッドヘンズに配属された。

## 投球スタイル
ロー・スリークォーターから繰り出す速球、カーブ、チェンジアップを主体とする。速球のスピードは140km/h台中盤だが、ボールの出どころが見えにくいフォームなので、見た目より威力がある。決め球は斜めに変化するカーブである。

## 人物
少年時代に骨盤横紋筋肉腫という癌の一種に罹患しており、抗癌剤の投薬によって一時は激痩せしていた。

## 詳細情報

### 年度別投手成績
| 年 度    | 球 団    | 登 板 | 先 発 | 完 投 | 完 封 | 無 四 球 | 勝 利 | 敗 戦 | セ 丨 ブ | ホ 丨 ル ド | 勝 率 | 打 者 | 投 球 回 | 被 安 打 | 被 本 塁 打 | 与 四 球 | 敬 遠 | 与 死 球 | 奪 三 振 | 暴 投 | ボ 丨 ク | 失 点 | 自 責 点 | 防 御 率 | W H I P |
| -------- | -------- | ----- | ----- | ----- | ----- | -------- | ----- | ----- | -------- | ----------- | ----- | ----- | -------- | -------- | ----------- | -------- | ----- | -------- | -------- | ----- | -------- | ----- | -------- | -------- | ------- |
| 2019     | MIN      | 11    | 6     | 0     | 0     | 0        | 2     | 2     | 1        | 1           | .500  | 202   | 49.0     | 50       | 8           | 12       | 0     | 1        | 38       | 1     | 1        | 23    | 21       | 3.86     | 1.27    |
| 2020     | MIN      | 7     | 1     | 0     | 0     | 0        | 2     | 0     | 0        | 0           | 1.000 | 72    | 16.0     | 19       | 2           | 5        | 0     | 1        | 15       | 0     | 0        | 12    | 12       | 6.75     | 1.50    |
| 2021     | MIN      | 1     | 0     | 0     | 0     | 0        | 0     | 0     | 0        | 0           | ----  | 17    | 4.2      | 1        | 0           | 1        | 0     | 2        | 3        | 0     | 0        | 1     | 0        | 0.00     | 0.43    |
| 2022     | MIN      | 15    | 12    | 0     | 0     | 0        | 5     | 2     | 0        | 0           | .714  | 287   | 70.1     | 67       | 13          | 19       | 0     | 1        | 40       | 2     | 0        | 30    | 29       | 3.71     | 1.22    |
| 2023     | MIA      | 9     | 1     | 0     | 0     | 0        | 0     | 1     | 0        | 0           | .000  | 100   | 22.1     | 29       | 7           | 4        | 0     | 4        | 16       | 1     | 0        | 18    | 16       | 6.45     | 1.48    |
| MLB：5年 | MLB：5年 | 43    | 20    | 0     | 0     | 0        | 9     | 5     | 1        | 1           | .643  | 678   | 162.1    | 166      | 30          | 41       | 0     | 9        | 112      | 4     | 1        | 84    | 78       | 4.32     | 1.28    |

- 2024年度シーズン終了時

### ポストシーズン投手成績
| 年 度     | 球 団     | シ リ ｜ ズ | 登 板 | 先 発 | 勝 利 | 敗 戦 | セ ｜ ブ | 打 者 | 投 球 回 | 被 安 打 | 被 本 塁 打 | 与 四 球 | 敬 遠 | 与 死 球 | 奪 三 振 | 暴 投 | ボ ｜ ク | 失 点 | 自 責 点 | 防 御 率 |
| --------- | --------- | ----------- | ----- | ----- | ----- | ----- | -------- | ----- | -------- | -------- | ----------- | -------- | ----- | -------- | -------- | ----- | -------- | ----- | -------- | -------- |
| 2019      | MIN       | ALDS        | 1     | 0     | 0     | 0     | 0        | 14    | 3.1      | 2        | 0           | 3        | 0     | 0        | 4        | 0     | 0        | 0     | 0        | 0.00     |
| 出場：1回 | 出場：1回 | 出場：1回   | 1     | 0     | 0     | 0     | 0        | 14    | 3.1      | 2        | 0           | 3        | 0     | 0        | 4        | 0     | 0        | 0     | 0        | 0.00     |

- 2024年度シーズン終了時

### 背番号
- 31（2019年 - 2022年）
- 38（2023年）